# Friedrich Martin Jehle
Friedrich Martin Jehle (* 2. März 1844 in Bietigheim; † 13. August 1941 in Degerloch) war ein deutscher evangelischer Pfarrer, Komponist, Orgellehrer, Musikhistoriker (Hymnologie), Dichter und Autor. Er spielte Klavier, Geige, Kniegeige (Gambe) und Klarinette und trat in einem Trio als Sänger auf.

## Leben und Wirken
Jehle wuchs als Sohn des Bäckers Johannes Jehle (1804–1898) und seiner Frau Friederike Dorothea Regine geb. Sauter in Bietigheim auf. Er absolvierte ab 1856 das Gymnasium in Stuttgart, studierte ab 1858 Evangelische Theologie in Urach und von 1862 bis 1866 in Tübingen, wo er 1862 Mitglied der Studentenverbindung Staufia wurde. Sein Vikariat verbrachte er 1866 in Honhardt und danach 1867 in Bietigheim. Im Siebziger Krieg diente er als Lazarettgeistlicher, Etappenprediger und zeitweise als Verwalter eines Johanniter-Depots. Nach dem Krieg wurde er Pfarrverweser in Hochberg, von wo aus er Diakonatsverweser in Winnenden wurde. 1872 unternahm er eine wissenschaftliche Reise durch Deutschland, Schweden, Finnland und Russland, wurde nach der Rückkehr Pfarrverweser in Holzmaden, dann ständiger Pfarrverweser in Birkmannsweiler. 1874 wurde Jehle in Markgröningen zweiter Geistlicher und betreute sowohl die Pfarrstelle in Hochdorf als auch die Garnison auf dem Asperg. Hier wurde zu einem Besuch des Prinzen Wilhelm von Württemberg mit Frau und Töchterchen Schneewittchen aufgeführt, dessen Handlung durch Jehle in Versform gebracht wurde. In Markgröningen war er auch Schulinspektor, gab an der Lateinschule und am Lehrerinnenseminar Religionsunterricht, am Lehrerinnenseminar Orgelunterricht und leitete Orgelspielkurse. Nebenbei gab er den Töchtern der höheren Gesellschaft Literaturstunden. Von 1885 bis 1897 war Jehle Pfarrer an der (alten) Martinskirche in Ebingen, ab 1891 dort als Erster Stadtpfarrer. 1897 wechselte er als Stadtpfarrer an die Friedenskirche (Stuttgart).
Jehle hat sich als Bibelkenner mit der Probebibel der Britischen Bibelgesellschaft und der Privilegierten Württembergischen Bibelgesellschaft hervorgetan und war als Hymnologe maßgeblich an der Herausgabe des württembergischen Gesangbuchs von 1912 beteiligt. Er arbeitete bei der Neuausgabe des mennonitischen Gesangbuchs und des Auslandsgesangbuchs mit und überarbeitete für die britische und ausländische Bibelgesellschaft die deutsche Nonpareillebibel (Taschenbibel der Britischen und Ausländischen Bibelgesellschaft, Berlin 1900) und die Allioli-Bibel für Katholiken. Als Verwaltungsratsmitglied der Württembergischen Bibelanstalt war er maßgeblich zuständig für die Stuttgarter Jubiläumsbibel Ausgabe 1912, Die Bibel für die Hausandacht in drei Jahrgängen (1915–1917) und die Senfkornbibel in extrem kleinem Format. Zum Neuen Testament verfasste er erklärende Anmerkungen (erste Auflage der Taschenausgabe des Neuen Testaments 1897). Er verfasste auch einen Teil des Anhang zur Stuttgarter Jubiläumsbibel mit erklärenden Anmerkungen und hat wohl zumindest an späteren Auflagen von Carl Heinrich und Dora Rappards Sammlung Gemeinschafts-Lieder (14. Auflage, Basel 1904) und an der Ausgabe des Neuen Testaments mit Bildern von Julius Schnorr von Carolsfeld, Gustav Jäger, Friedrich Overbeck, Alfred Rethel und Ludwig Richter, dem Hundert-Bilder-Testament (Konstanz 1908) mitgearbeitet.
Er war Herausgeber eines schulischen biblischen Lesebuchs für Württemberg und Verfasser der Rubrik Hymnologische Nachlese der Monatsschrift für Gottesdienst und kirchliche Kunst (Göttingen). Seine eigenen Lieder – Dichtungen oder Kompositionen – wurden in zahlreichen Gesang- und Liederbüchern gedruckt, einige noch nach dem Zweiten Weltkrieg. Er vertonte auch Lieder von Dichtern wie Albert Zeller.
1904 wurde er in den Verwaltungsrat der Privilegierten Württembergischen Bibelanstalt Stuttgart berufen, im gleichen Jahr als auswärtiges Ehrenmitglied in die Britische Bibelgesellschaft London aufgenommen. Er war im Vorstand des deutschen Südbundes des Blauen Kreuz und versah 1908 und 1912 das Amt des Kurseelsorgers im christlichen Hospiz in Misdroy.
1913 trat Jehle in den Ruhestand, arbeitete als Gelehrter weiter und gab im Ersten Weltkrieg für die Soldaten zahlreiche christliche Hefte heraus, die bis in die 1930er Jahre nachgedruckt wurden.

## Privates
Am 25. Februar 1873 heiratete er in Winnenden Mathilde Zeller. Am 6. April 1881, nach der Geburt ihres fünften Kindes Johannes, starb Mathilde. 1882 heiratete er Christiane Luippold. Mit ihr hatte er drei weitere Kinder. Eines der Enkelkinder, Sohn von Johannes, ist Martin Friedrich Jehle.

## Ehrungen
1934 wurde ihm die Ehrendoktorwürde der Evangelisch-Theologischen Fakultät der Universität Tübingen verliehen.

## Veröffentlichungen
Bücher
- Die Lutheranität der Probebibel (Separat-Abdruck aus Theologische Studien aus Württemberg), Ad. Neubert’sche Buchhandlung, Ludwigsburg 1886.
- Die Erkenntnis Gottes und Jesu Christi. Bibelkurs über Evangelium Johannes 17,3 (3 Teile). Teil I: Die Wichtigkeit der Erkenntnis. Kommissionsverlag der Buchhandlung Philadelphia, Stuttgart 1901; Teil II: Die Erkenntnis Gottes. Verlag der Buchhandlung der Evangelischen Gesellschaft, Stuttgart 1902; Teil III: Das Schriftzeugnis von Christi Person und Werk. Verlag der Buchhandlung der Evang. Gesellschaft, Stuttgart 1904.
- Die Ehe und die Zukunft des Herrn. Das Schriftchen von Friederike Kißling „Der Verzug des Bräutigams!“, biblisch beleuchtet durch Friedrich Jehle, Stadtpfarrer a. D. Stuttgart, Philadelphia-Verlag, Stuttgart 1913.
- Weltschöpfung und Weltvollendung. Agentur des Rauhen Hauses, Hamburg 1921, 2. Auflage 1924.
- Zwei schwäbische Charakterköpfe, (Sybille Dorothea Ernst und Matthäus Ziegler), Philadelphia-Verlag, Stuttgart 1928.
- Der Brunnen der Weisheit. Vom schwäbischen Biblizismus und biblischen Realismus. Philadelphia-Verlag, Stuttgart 1928.
- Zur Lutherbibel. Zwölf Einzelbilder, Belser-Verlag, Stuttgart 1934.

als Herausgeber
- Stimmen des Trostes am Grab eines Kindes. Briefe hervorragender deutscher Theologen unseres Jahrhunderts, Evangelische Gesellschaft, Stuttgart 1897.
- Gottlob Baumann: Christliches Hausbüchlein. Eine Sammlung meist alter, bewährter Gebete und Lieder besonders über die Heilsverordnung, Verlag der Buchhandlung der Evangelischen Gesellschaft, Stuttgart 1898, 15. Auflage 1910.

Aufsätze
- Was wir an unserer Lutherbibel haben. In: Württembergisches Bibelblatt, Hrsg. Privilegierte Württ. Bibelanstalt, Stuttgart Nr. 32.1906, S. 7–13.
- Gesangbuch für die evangelische Kirche in Württemberg (Amtlicher Entwurf mit fortlaufender Textvergleichung), Scheufele, Stuttgart 1911.
- Zum Württembergischen Gesangbuchs-Entwurf. In: Monatschrift für Gottesdienst und kirchliche Kunst, Göttingen 17. Jg. 1912 Heft 3 (März), S. 95–97 und Heft 5 (Mai), S. 161 f.
- Ansprache von Stadtpfarrer Jehle, in: Chinas Millionen. Monatsschrift für China und seine Freunde. Organ der Liebenzeller Mission im Verband der China-Inland-Mission 12. Jg. 1911 Nr. 10 (Oktober), S. 204–206, im Artikel Bericht von der Abordnungsfeier am. 3. September 1911 in Bad Liebenzell, S. 195–218.[6]
- Über Luther-, Elberfelder- und Miniaturbibel, in: Evangelisches Kirchenblatt 1913 Nr. 10.[7]
- Fünfzig Psalmen für Krieg und Frieden. In: Gemeinschaftsblatt für die verbundenen altpietistischen Gemeinschaften in Württemberg (Stuttgart) 9. Jg. Nr. 3, März 1915, S. 24.
- Luther und die Musik, in: Neue Kirchliche Zeitschrift (Leipzig) XXVIII. Jg. 1917 H. 12, S. 868–898.
- Ein schwäbisches Dichterpaar vor 200 Jahren, (zu den Brüdern Sigmund und Wilhelm Christian Gmelin) in: Monatschrift für Gottesdienst und kirchliche Kunst (Göttingen) 23. Jg. 1918 Heft 8/9 (August/September), S. 182 f.